# Elin Sjölander
Elin Sjölander, född den 20 mars 1996 i Karlskoga, är en svensk fotbollsspelare. Sjölanders moderklubb är Rävåsens IK.

## Klubbkarriär
Sjölander påbörjade sin fotbollskarriär i det lokala laget Rävåsens IK. Inför säsongen 2012 värvades Sjölander till KIF Örebro DFF för spel i ungdomslaget. Den 29 augusti 2013 bekräftade AIK på sin hemsida att man värvat Sjölander för spel i sitt A-lag i Elitettan. Sjölander debuterade för AIK den 4 september 2013 i en bortamatch mot Eskilstuna United DFF, en match som AIK förlorade med 2–0. I derbymatchen mot Djurgårdens IF så gjorde Sjölander sitt första mål för AIK, en match som AIK vann med 2-0. Senare samma år så skrevs Sjölanders kontraktslängd fram till slutet av säsongen 2015. Sjölander och laget slutade tvåa i Elitettan och kvalificerade sig därmed för spel i Damallsvenskan säsongen 2014. Säsongen 2014 spelade Sjölander 10 matcher i Damallsvenskan.
I januari 2018 gick Sjölander till IF Brommapojkarna.